# Serica spicula
Serica spicula är en skalbaggsart som beskrevs av Dawson 1921. Serica spicula ingår i släktet Serica och familjen Melolonthidae. Inga underarter finns listade i Catalogue of Life.